# Solaris
Solaris este un sistem de operare dezvoltat de către compania americană Sun Microsystems.
Este certificat ca fiind o versiune de UNIX; deși este software proprietar multe componente importante din el au ieșit open-source sub licența CDDL ca OpenSolaris.
În timpul anului 1980 SunOS versiune UNIX de la Sun era bazată pe BSD UNIX.
Dar, la începutul anilor 90 Sun înlocuiește SunOS 4 cu o versiune de UNIX SYSTEM V dezvoltată
împreuna cu AT&T.
Această mișcare schimbă numele sistemului de operare în Solaris 2.
Solaris este considerat ca fiind SunOS plus un mediu grafic ,rețea și alte lucruri.
Una din versiunile Solaris este open source sub numele OpenSolaris.
OpenSolaris.org[nefuncțională]
 — web site-ul comunitatii OpenSolaris 
Sun a investit un efort considerabil în dezvoltarea și interoperabilitatea sistem-ului de operare Solaris 10, și se poate mândri cu cea mai vastă arie de suport pentru alte platforme - mai bine de 270 de mașini diferite, de la producători precum Dell, HP, IBM, SGI și alții.
Unul din pașii cei mai importanți în domeniul interoperabilității în platforma Solaris 10 o reprezintă rularea nativă a aplicațiilor Linux, Sun recunoscând importanța masivă pe care o are sistemul de operare Linux pe piața mondială.
Practic, pe Solaris 10, aplicațiile Linux ruleaza cu un impact minim asupra performanței (3-5% maxim degradare de performanță) și nu prin emulare, ca în versiunea Solaris 9.
La nivel de rețea, Solaris 10 folosește o stivă TCP/IP complet rescrisă de Sun, îmbunătățind considerabil performața și reducând congestia rețelei prin reducerea numărului de instrucțiuni necesare pentru procesarea pachetelor TCP/IP. In privința securității, Sun a făcut progrese majore cu Solaris 10, integrând practic în noua versiune multe din atributele lui Trusted Solaris. Trusted Solaris este versiunea de Solaris destinată mediilor securizate, precum sectorul guvernamental, Armata și aplicații militare, fiind recunoscut ca cel mai securizat sistem de operare existent. În privința aplicațiilor de monitorizare și debbuging, Dtrace reprezintă o inovație importantă, permițând dezvoltatorilor de aplicații și administratorilor de sistem acces la monitorizarea în timp real a problemelor intervenite și acțiuni corective asupra sistemului, fără impact asupra performanței sistemului (PC World Romania).